# Salmeterol
Salmeterol – organiczny związek chemiczny (syntetyczna amina), w pulmonologii stosowany jako lek u pacjentów z astmą oskrzelową i przewlekłą obturacyjną chorobą płuc (POChP).

## Mechanizm działania
Salmeterol został zakwalifikowany do leków: przeciwastmatycznych, β-sympatykomimetycznych i rozszerzających oskrzela (łac. antiasthmaticum, β-sympathicomimeticum, bronchodilatans), a także do grupy farmakoterapeutycznej selektywnych długo działających agonistów receptora β2-adrenergicznego (LABA).
Salmeterol wykazuje wybiórcze, długotrwałe działanie pobudzające receptory adrenergiczne β2 w dolnych drogach oddechowych, przy małym powinowactwie do receptorów adrenergicznych β1. W wyniku pobudzenia receptory β2, dochodzi do aktywacji enzymu katalizujący syntezę cAMP – cyklazy adenylowej. To z kolei prowadzi do działania rozkurczającego mięśnie gładkie oskrzeli, hamowania degranulacji mastocytów i bazofilów i zapobiegania miejscowemu działaniu substancji biologicznie czynnych, którymi są: histamina, leukotrieny i prostaglandyna D2. Dodatkowo zwiększane jest oczyszczanie śluzowo-rzęskowe i zmniejszana jest przepuszczalność ścian naczyń krwionośnych.

## Wskazania
Lek jest wskazany w regularnym, przewlekłym, objawowym leczeniu odwracalnej obturacji dróg oddechowych u pacjentów z astmą oskrzelową i przewlekłą obturacyjną chorobą płuc (POChP). Szczególnie u chorych z dusznościami występującymi w nocy oraz z objawami, które występują w ciągu dnia, a są związane z odwracalną obturacją oskrzeli (np. duszność powysiłkowa, niemożliwy do uniknięcia kontakt z alergenami).
Lek działa po ok. 10–20 min. od podania, szczyt działania osiąga po 3 godzinach i utrzymuje się przez przynajmniej 12 godzin.

## Dawkowanie
Jest przeznaczony wyłącznie do stosowania wziewnego 2 razy na dobę, rano i wieczorem, w odstępie 12 godzin. Ważne jest żeby salmeterol stosować regularnie dla uzyskania pełnego działania terapeutycznego, które może wystąpić po przyjęciu kilkunastu dawek leku. O zwiększeniu dawki leku lub częstości jego stosowania może decydować jedynie lekarz.

## Przeciwwskazania i środki ostrożności
Przeciwwskazaniem do stosowania salmeterolu jest nadwrażliwość na ten lek.

### Środki ostrożności[1]
- nie należy stosować do przerywania napadów astmy
- nie należy stosować u dzieci poniżej 4 roku życia (brak badań w tej grupie wiekowej)
- nie jest zalecane (lub z dużą ostrożnością) stosowanie w:
  - zawale serca
  - zaburzeniach rytmu serca
  - nadciśnieniu tętniczym
  - nadczynności tarczycy
  - zaleca się unikanie jednoczesnego stosowania z ketokonazolem lub innymi silnymi inhibitorami CYP3A4

## Wpływ leku na ciążę, karmienie piersią i płodność
Na podstawie danych dostarczonych przez producenta (GlaxoSmithKline Pharmaceuticals):
- nie stwierdzono wpływu leku na wady rozwojowe lub działanie szkodliwe dla płód lub noworodka (na podstawie umiarkowanej liczby badań klinicznych)
- poza zastosowaniem bardzo dużych dawek, nie wykazano bezpośredniego ani pośredniego szkodliwego wpływ na płodność (np. badań na zwierzętach)
- zaleca się unikanie stosowania leku w okresie ciąży (ze względu na ostrożność)
- lek przenika do mleka i z tego względu nie da się wykluczyć zagrożenia dla dziecka karmionego piersią (np. badań na zwierzętach). Decyzja o zastosowaniu leku przy karmieniu piersią musi zależeć od rozważenia korzyści z karmienia piersią dla dziecka i korzyści z leczenia dla kobiety

Klasyfikacja wpływu leków na przebieg ciąży i na płód: kategoria C.

## Działania niepożądane
Źródło: .
Przy stosowaniu standardowej dawki 2 razy na dobę 50 µg.

### Często
Częstość: od 1/100 do 1/10
- drżenia mięśniowe
- bóle głowy
- uczucie kołatania serca
- kurcze mięśniowe

### Niezbyt często
Częstość: od 1/1000 do 1/100
- nerwowość
- tachykardia
- wysypka (świąd i zaczerwienienie)

### Rzadko
Częstość: od 1/10,000 do 1/1000
- hipokaliemia
- zawroty głowy
- bezsenność

### Bardzo rzadko
Częstość: rzadziej niż 1/10,000
- zaburzenia rytmu serca
- reakcje anafilaktyczne
- hiperglikemia
- podrażnienie jamy ustnej i gardła
- paradoksalny skurcz oskrzeli
- nudności
- bóle stawów
- niespecyficzne bóle w klatce piersiowej

## Preparaty w Polsce
Nazwy handlowe preparatów salmeterolu dostępnych w Polsce:
- Pulmoterol  (kapsułki utwardzane, proszek do inhalacji)
- Serevent (aerozol)
- Serevent Dysk (proszek do inhalacji)

Nazwy handlowe preparatów salmeterolu z flutykazonem dostępnych w Polsce:
- Salmex
- Asaris
- Aurodisc
- AirFluSal Forspiro
- Comboterol
- Seretide
- Fluticomb
- Duexon
- Salflumix Easyhaler
- Symflusal